# Friedrich Kraus
Friedrich Kraus, född 1724, död den 21 december 1780 i Lund, var en svensk domkyrkoorganist och director musices.
Kraus var director musices vid Lunds universitet 1748–1780 och den förste innehavaren av befattningen. Han utnämndes 1758 också till domkyrkoorganist. Universitetet hade beslutat 1745 att inrätta ett akademiskt kapell och Kraus som då var teologistuderande utsågs att leda verksamheten.